# Rape and revenge-film
Rape-revenge eller våldtäktshämndfilm är en skräckfilmsgenre. Den kännetecknas av att filmens protagonist utsätts för en våldtäkt, inte sällan en gruppvåldtäkt, för att sedan återhämta sig och slutligen utkräva en extrem och ofta uppfinningsrik hämnd. I vissa filmer avlider våldtäktsoffret, och hämnden utkrävs istället av en nära anhörig. Det senare sker i till exempel Death Wish, The Last House on the Left och Jungfrukällan.
Rape-revenge bär stora likheter med genren terrorfilm, som även den kännetecknas av våldsam hämnd för brott som begåtts i filmens inledning. Tillsammans med bland annat nazisploitation är rape-revenge en av de mest kontroversiella subgenrerna inom skräckfilmen. Kontroversialiteteten beror på att filmer inom genren ofta kan anklagas för att använda sensmoralen som ett svepskäl för att berättiga extremt grafiskt målande mord- och våldtäktsscener.

## Filmografi i urval
- Baise-moi
- Eye for an Eye
- Hard Candy
- I Spit on Your Grave
- Jungfrukällan
- Kill Bill: Volume 1
- Kill Bill: Volume 2
- The Last House on the Left
- Våldtäkten
- Ms. 45
- Män kan inte våldtas
- Rapeman (filmserie från Japan, 8 delar)
- Subway Serial Rape (filmserie från Japan, 4 delar mellan 1985 och 1988)
- Sudden Impact
- Teeth
- Thriller – en grym film